# Nemški Grebinj
Nemški Grebinj (nemško Deutsch Griffen) je naselje v Občini Nemški Grebinj v Okraju Šentvid ob Glini na Koroškem v Avstriji.